# Scandal în cartierul chinezesc
Scandal în cartierul chinezesc (în engleză Big Trouble in Little China) este un film american fantastic de acțiune de comedie de arte marțiale din 1986 regizat de John Carpenter. Rolurile principale au fost interpretate de actorii Kurt Russell, Kim Cattrall, Dennis Dun și James Hong. 

## Distribuție
- Kurt Russell - Jack Burton
- Kim Cattrall - Gracie Law
- Dennis Dun - Wang Chi
- James Hong - David Lo Pan
- Victor Wong - Egg Shen
- Kate Burton - Margo Litzenberger
- Donald Li - Eddie Lee
- Carter Wong - Thunder
- Peter Kwong - Rain
- James Pax - Lightning
- Suzee Pai - Miao Yin
- Chao-Li Chi - Uncle Chu
- Jeff Imada - Needles